# The Elements
"The Elements" er en sang af den musikalske humorist Tom Lehrer fra 1959. I sangen remses navnene op på alle grundstofferne, som var kendt på skrivetidspunktet, hvilket var 102 (nobelium er nr. 102; nu kendes 118). Lehrer har selv indspillet sangen på albummene Tom Lehrer in Concert, More of Tom Lehrer og An Evening Wasted with Tom Lehrer. Lehrer har skrevet teksten, mens melodien er "Major-General's Song" fra Piraterne fra Penzance af Gilbert og Sullivan.
I forhold til "Major-General's Song" er der visse mindre ændringer:
- Versstrukturen er anderledes, idet originalens tredje vers er udeladt lige som svar fra et kor
- Der er tilføjet to linjer til slutningen: "These are the only one's of which the news has come to Harvard,/there may be many others but they haven't been discovered."
- Sangen slutter med en klavercoda i form af "Shave and a Haircut"
- Tonearten er ændret fra Es-dur til C-dur
- I nogle liveoptagelser holder Lehrer en pause undervejs, hvor han henvender sig til publikum: "I hope you're all taking notes, because there's going to be a short quiz next period!"